# Paredes de Coura
Paredes de Coura (pɐ'ɾedɨʃ dɨ 'ko(ou)ɾɐ) è un comune portoghese di 9 571 abitanti situato nel distretto di Viana do Castelo.

## Società

### Evoluzione demografica
| Popolazione di Paredes de Coura (1801 – 2004) | Popolazione di Paredes de Coura (1801 – 2004) | Popolazione di Paredes de Coura (1801 – 2004) | Popolazione di Paredes de Coura (1801 – 2004) | Popolazione di Paredes de Coura (1801 – 2004) | Popolazione di Paredes de Coura (1801 – 2004) | Popolazione di Paredes de Coura (1801 – 2004) | Popolazione di Paredes de Coura (1801 – 2004) | Popolazione di Paredes de Coura (1801 – 2004) |
| --------------------------------------------- | --------------------------------------------- | --------------------------------------------- | --------------------------------------------- | --------------------------------------------- | --------------------------------------------- | --------------------------------------------- | --------------------------------------------- | --------------------------------------------- |
| 1801                                          | 1849                                          | 1900                                          | 1930                                          | 1960                                          | 1981                                          | 1991                                          | 2001                                          | 2004                                          |
| 8963                                          | 10618                                         | 13091                                         | 14412                                         | 14886                                         | 11311                                         | 10442                                         | 9571                                          | 9409                                          |

## Freguesias
- Agualonga
- Bico
- Castanheira
- Cossourado
- Coura
- Cristelo
- Cunha
- Ferreira
- Formariz
- Infesta
- Insalde
- Linhares
- Mozelos
- Padornelo
- Parada
- Paredes de Coura
- Porreiras
- Resende
- Romarigães
- Rubiães
- Vascões